# 十二哲
十二哲，即「孔門十二哲」，延伸自孔門四科十哲，指孔廟大成殿內配祀於孔子神位兩側的儒家十二位哲人，分別為孔子最傑出的十一名弟子：閔損、冉雍、端木賜、仲由、卜商、有若、宰予、冉耕、冉求、言偃、顓孫師以及南宋大儒朱熹。其中閔損、冉雍、端木賜、仲由、卜商、有若在東；冉耕、宰予、冉求、言偃、顓孫師、朱熹在西。

## 人物

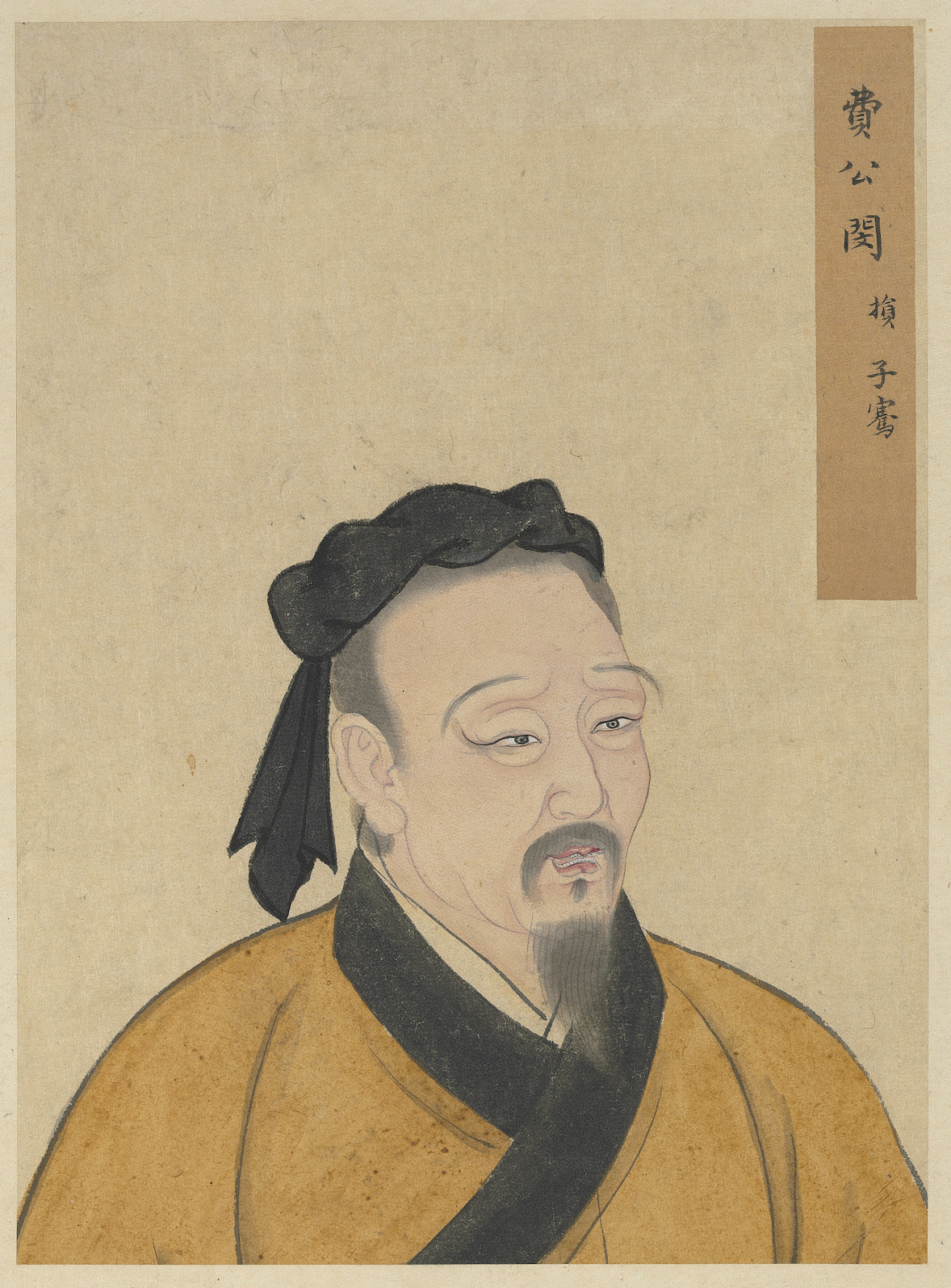
闵损（子騫）
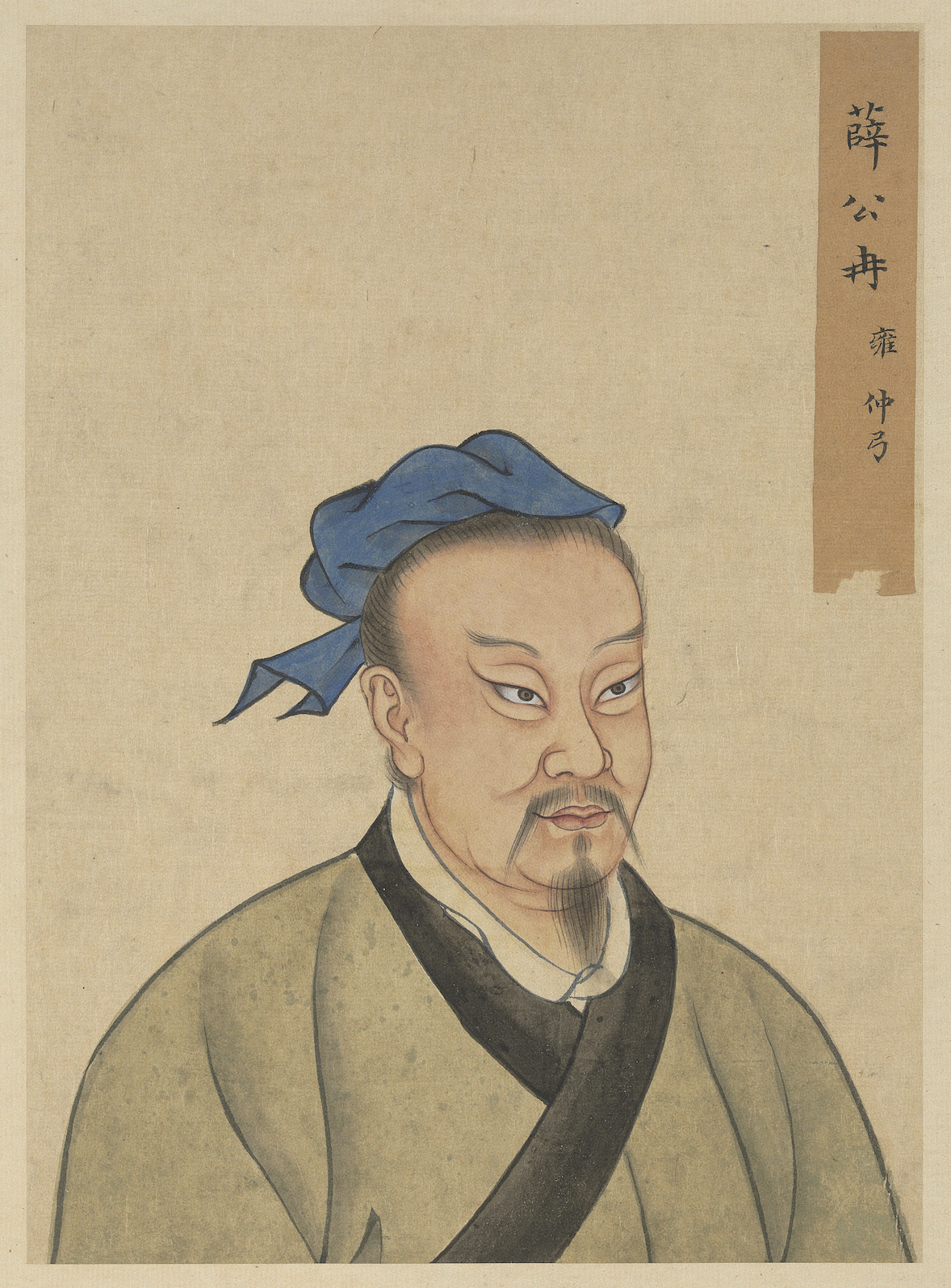
冉雍（仲弓）
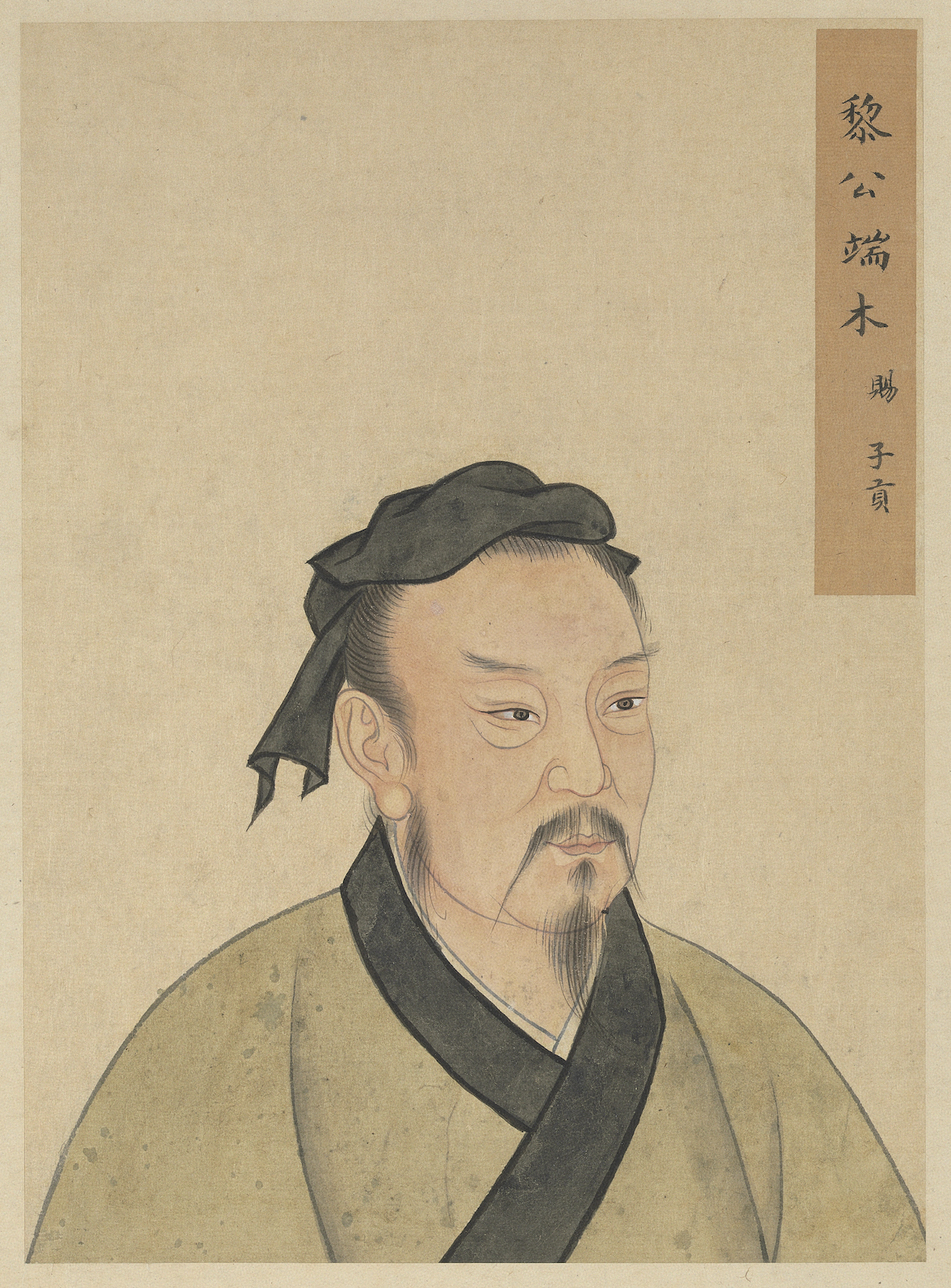
端木賜（子貢）
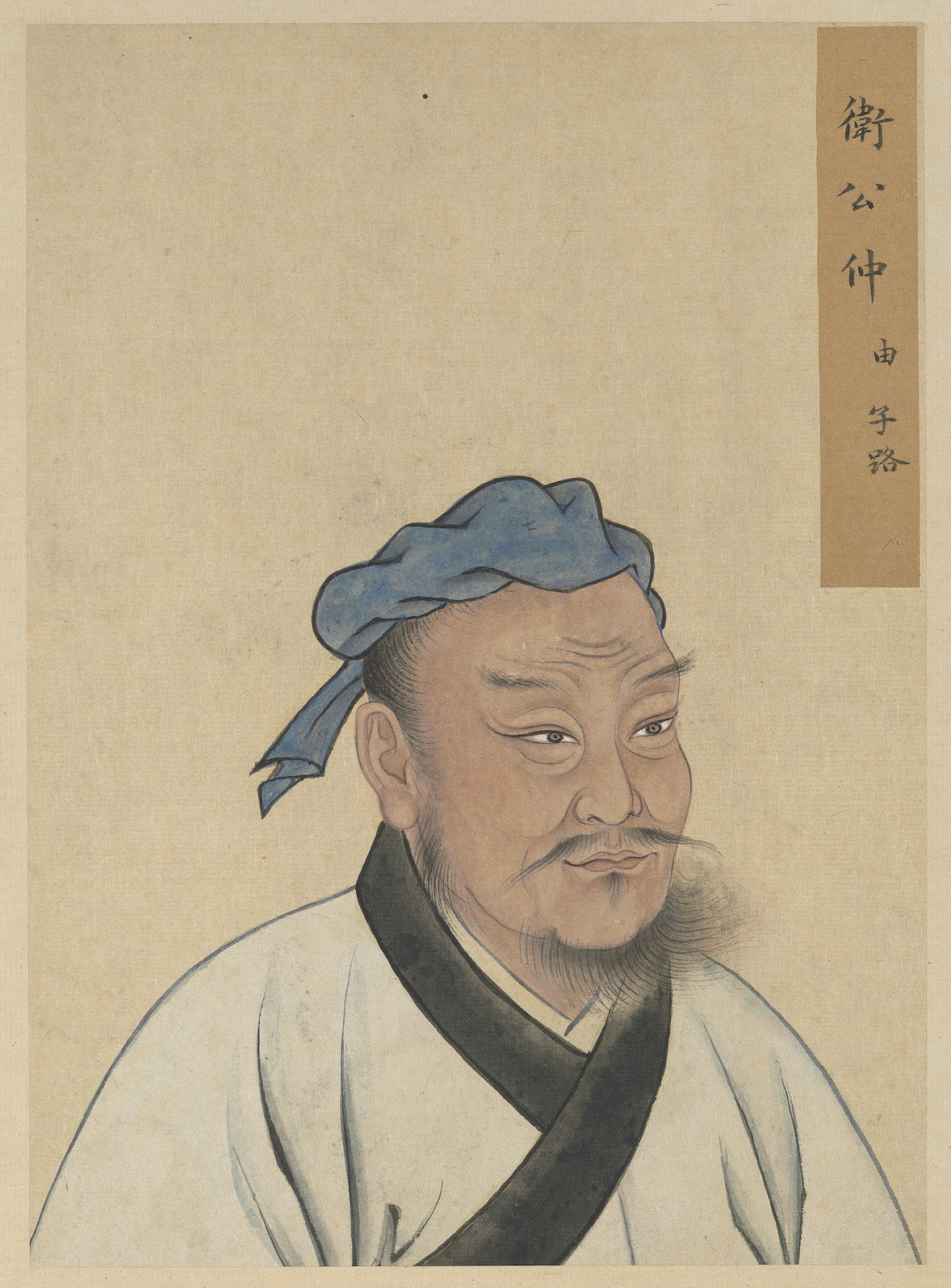
仲由（子路）
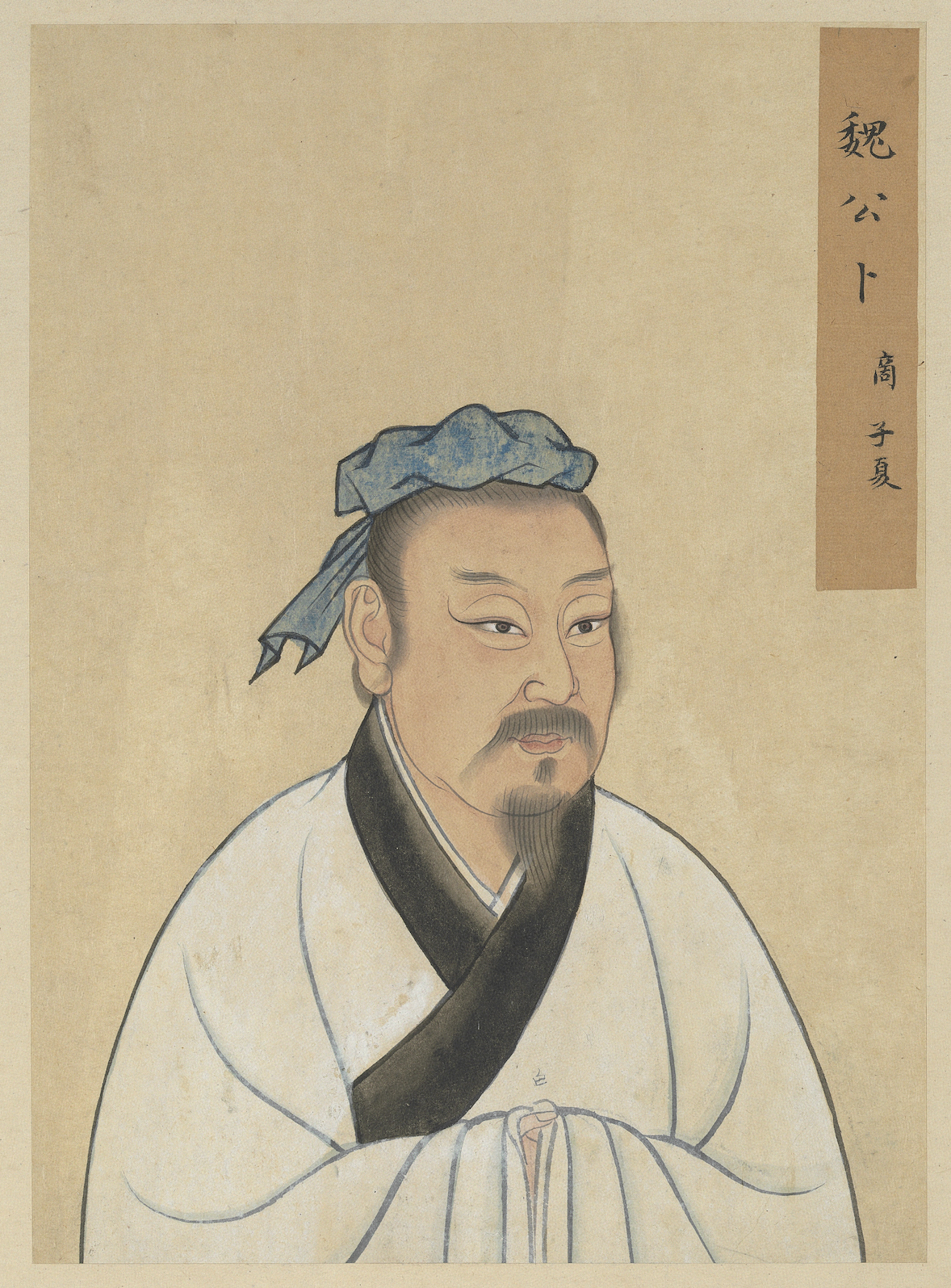
卜商（子夏）
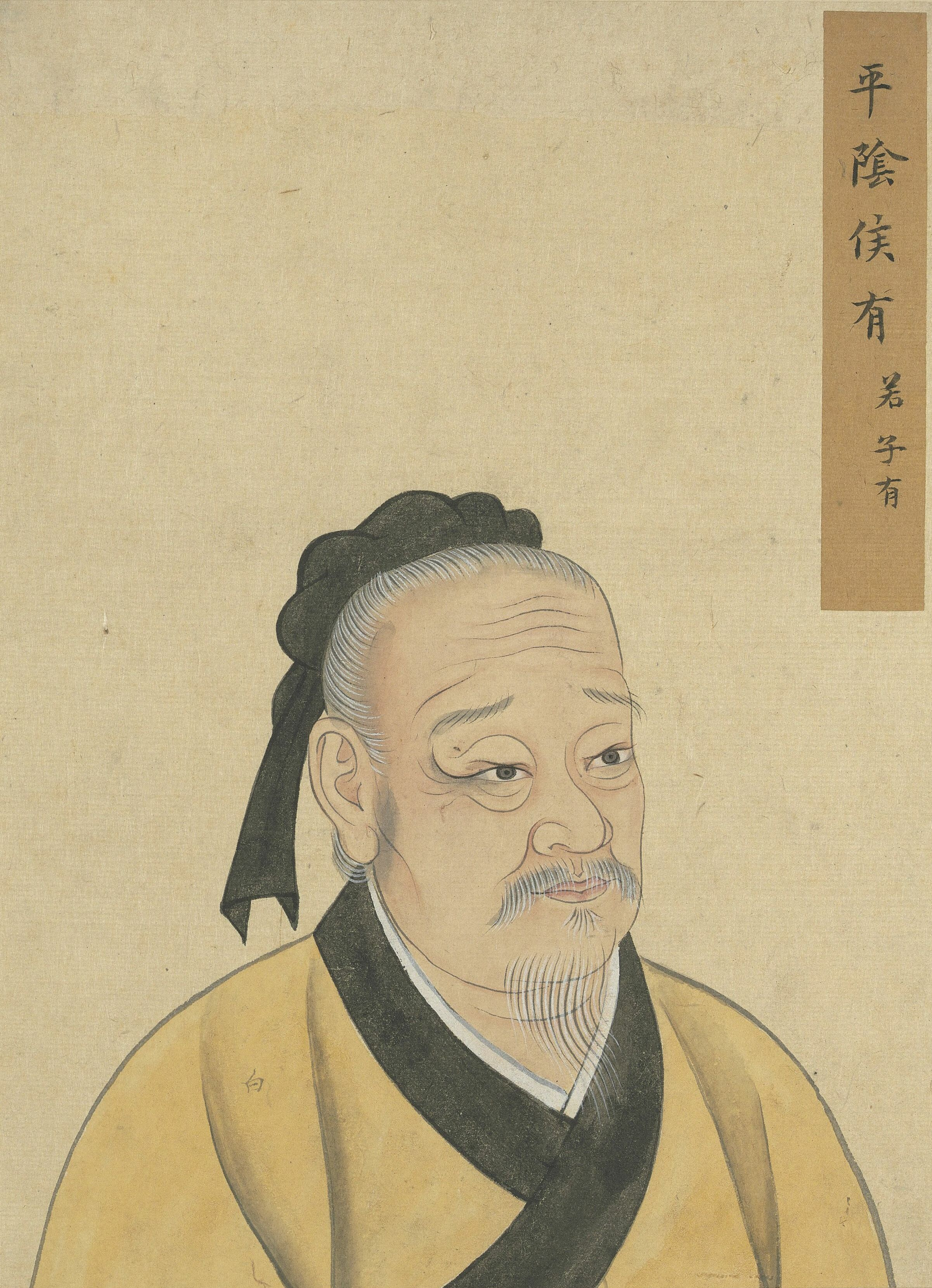
有若（子有）
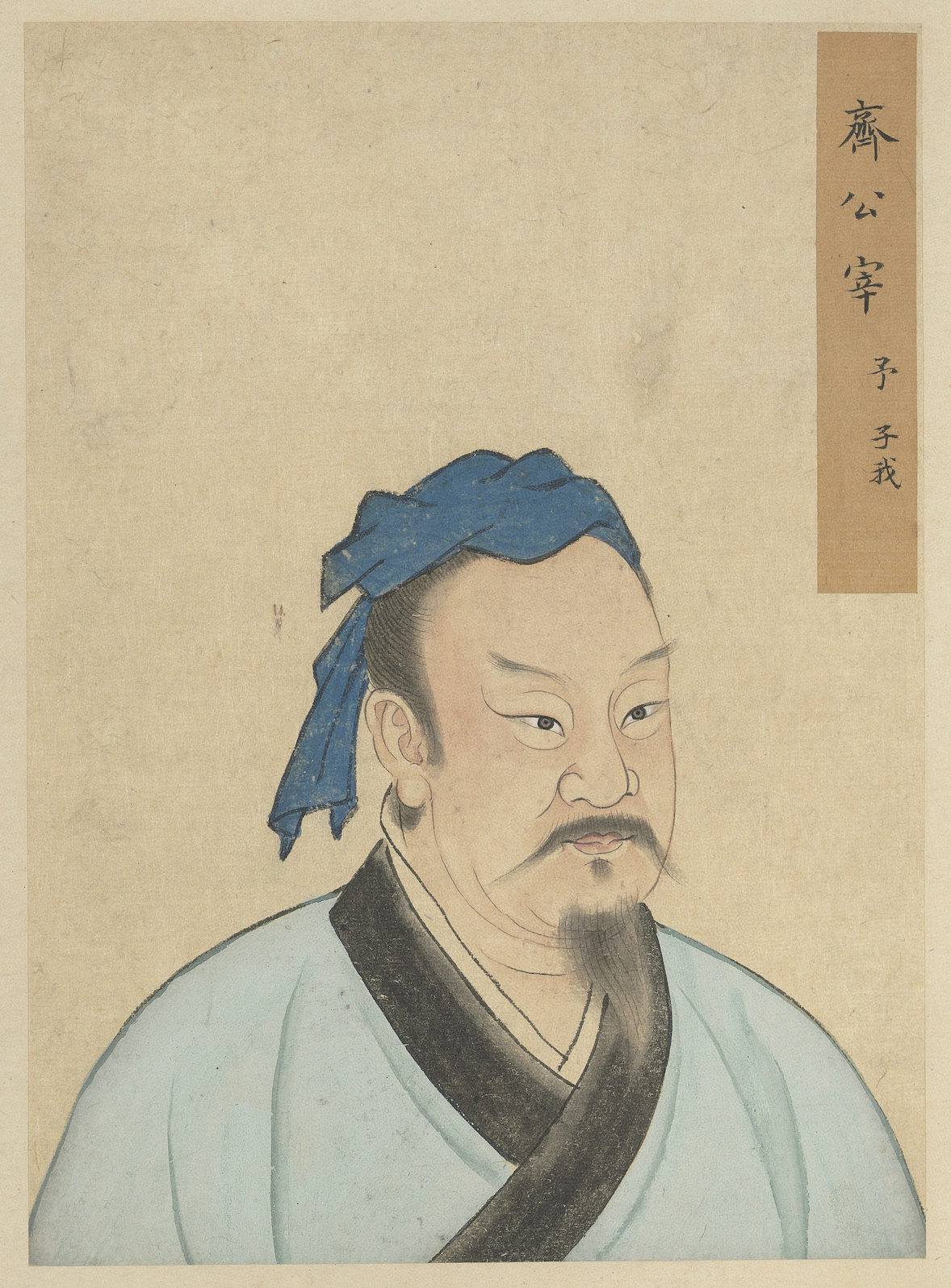
宰予（子我）
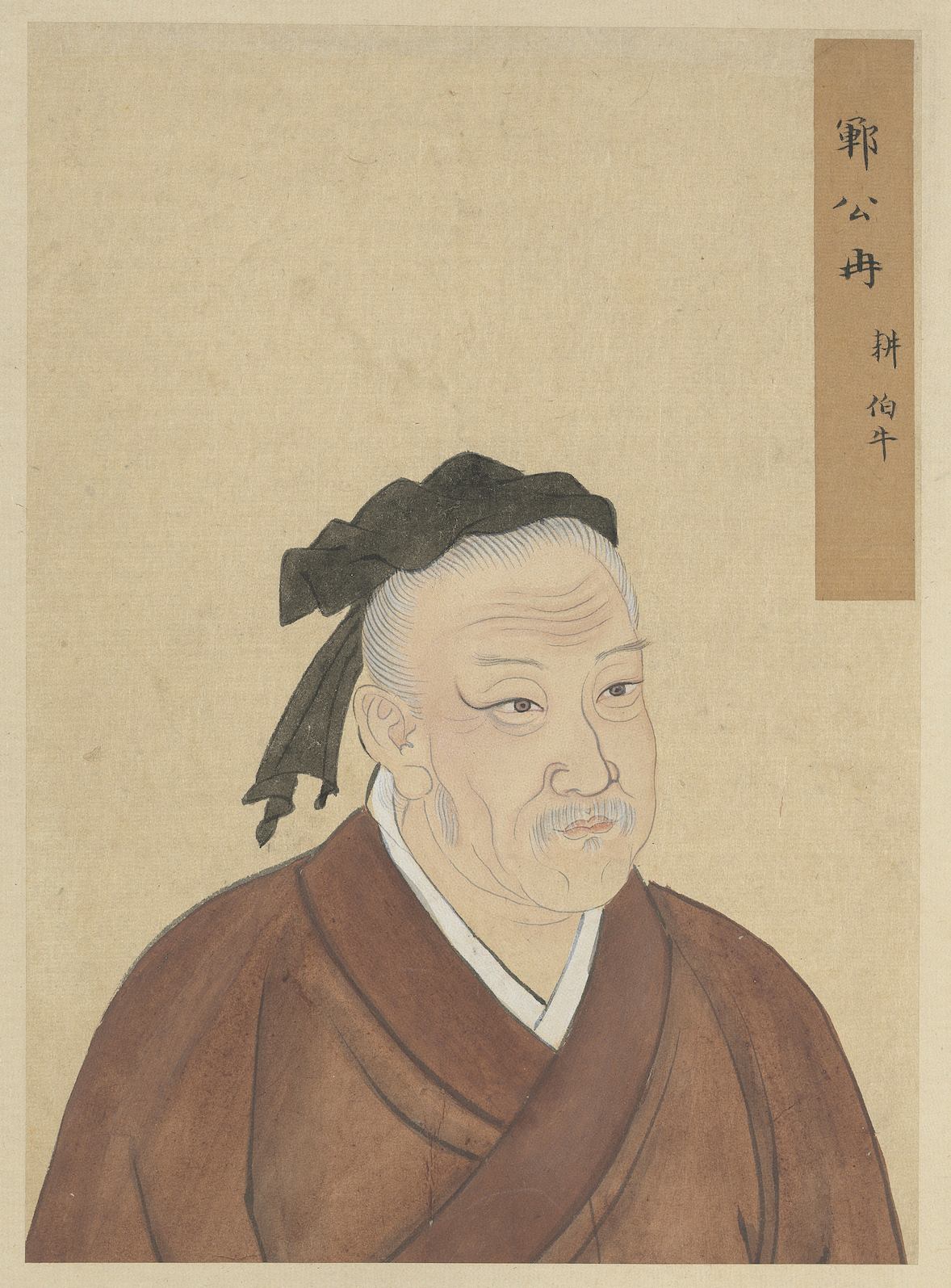
冉耕（伯牛）
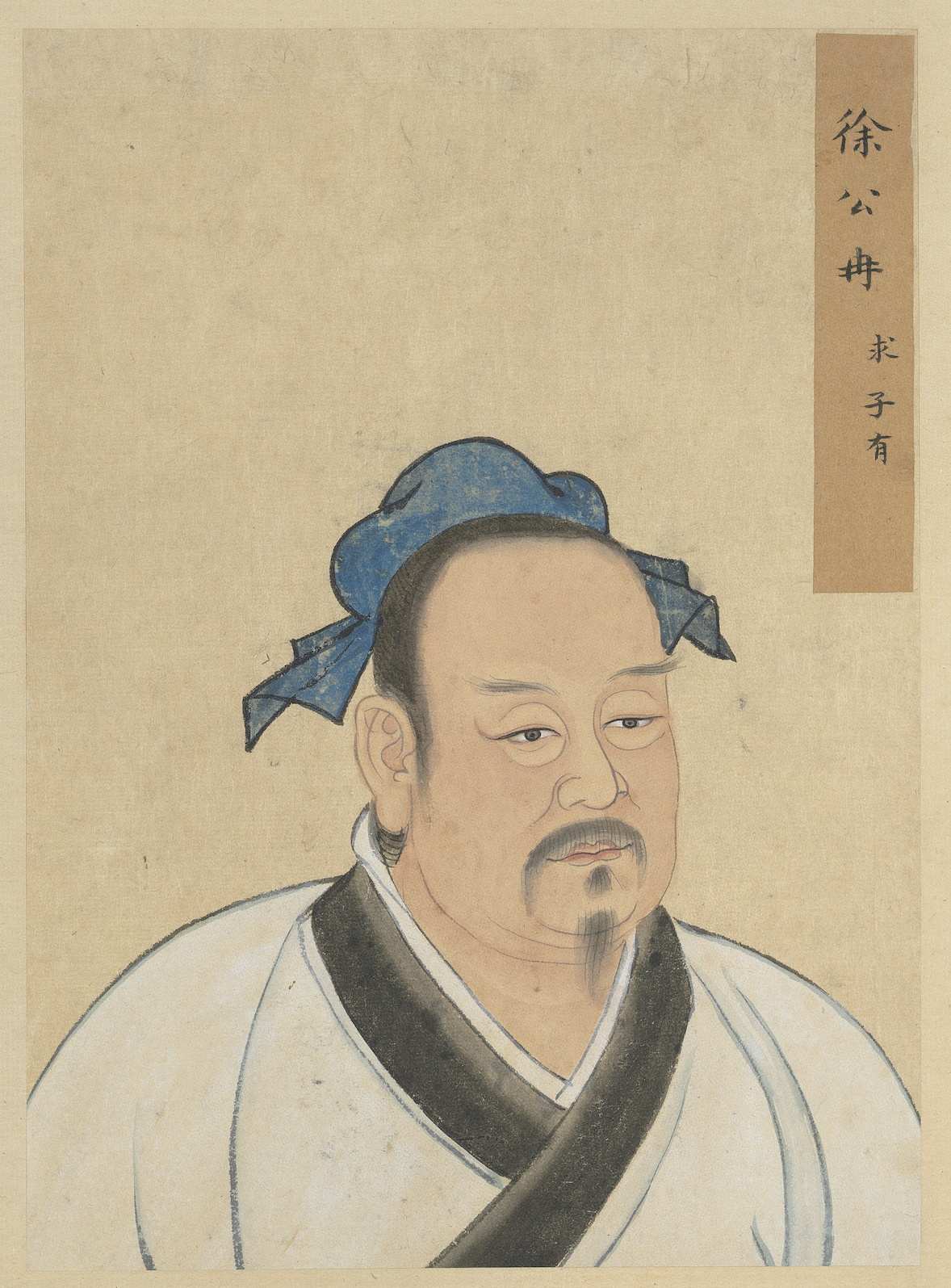
冉求（子有）
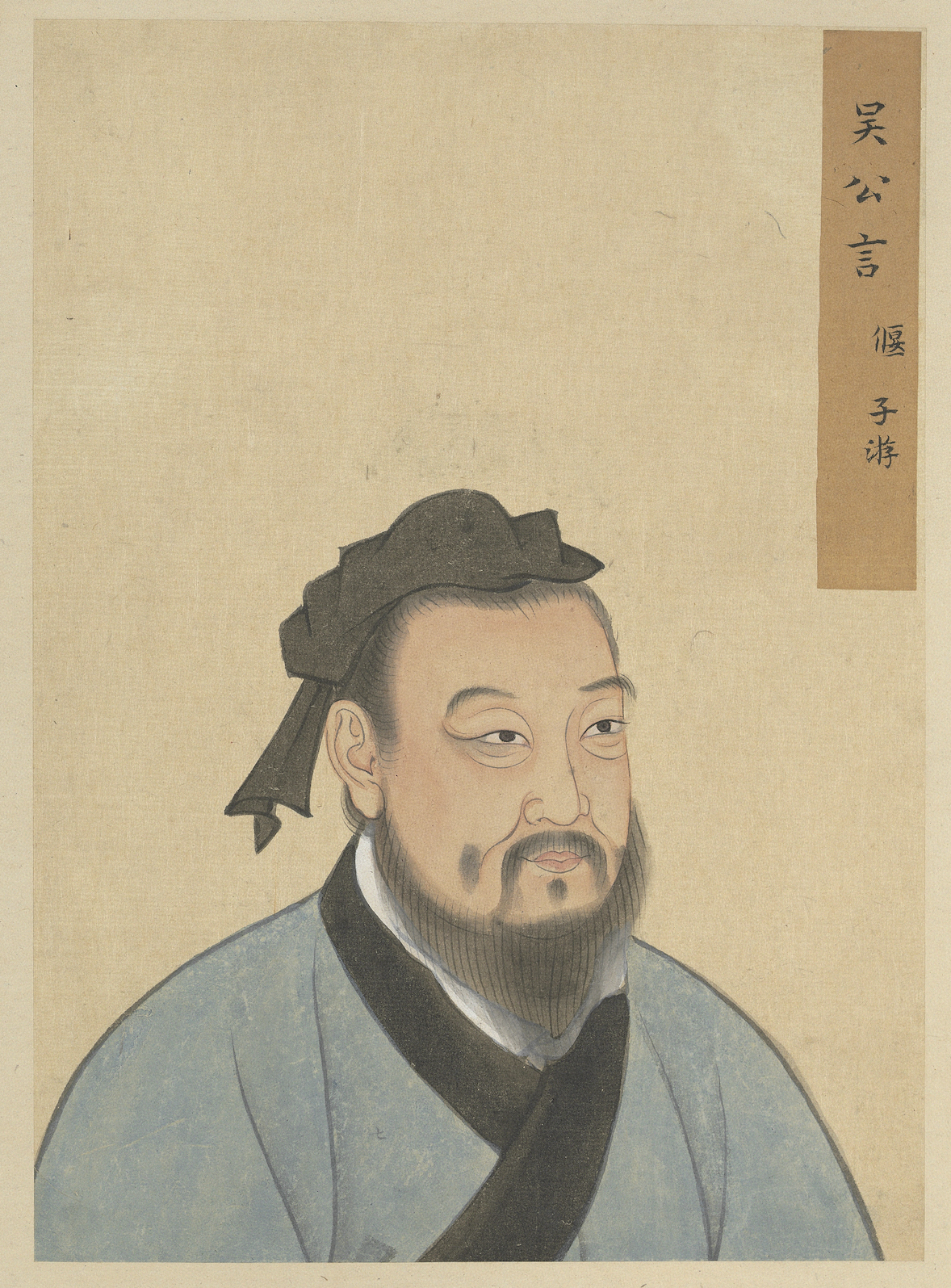
言偃（子游）
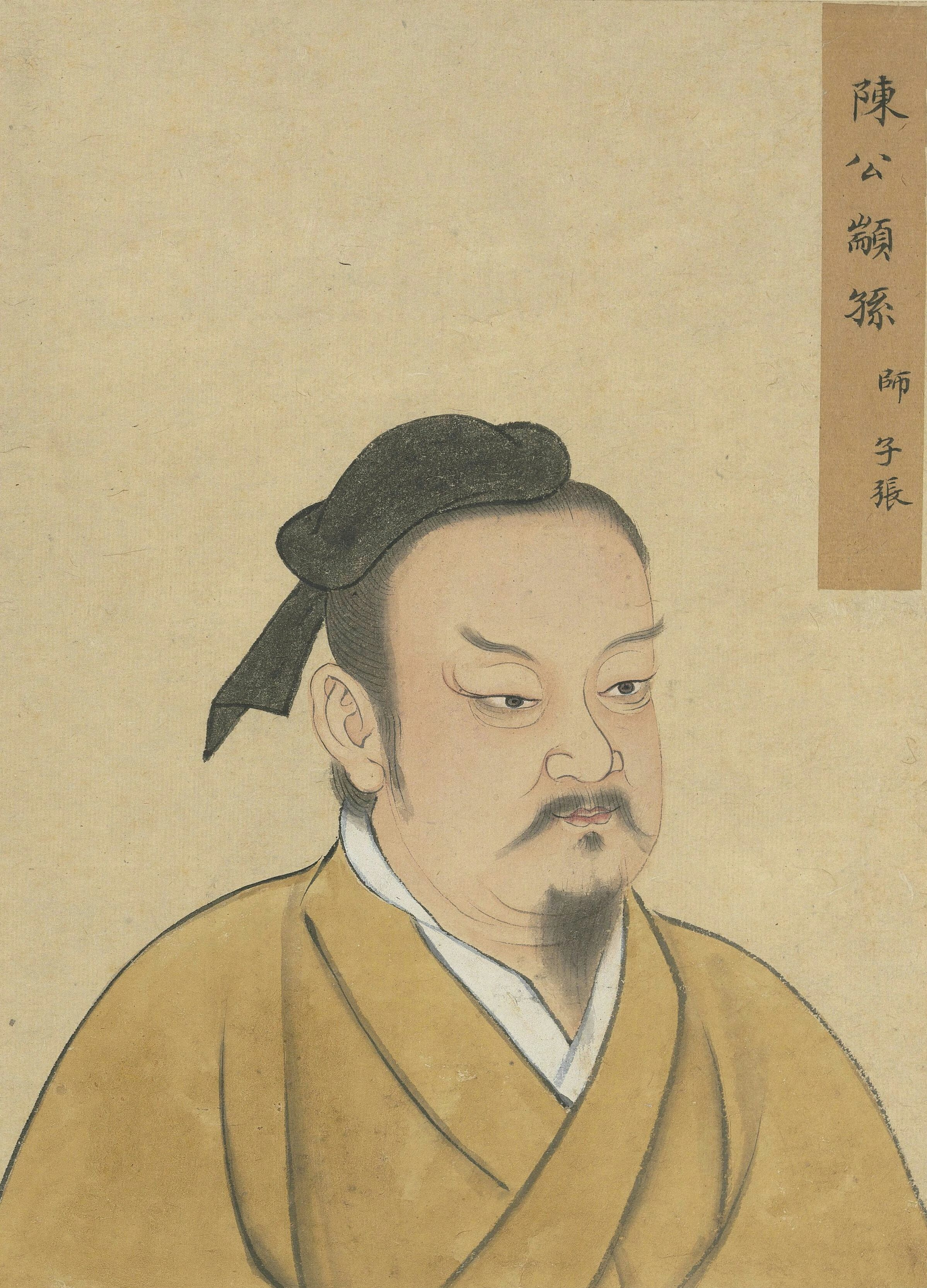
顓孫師（子張）
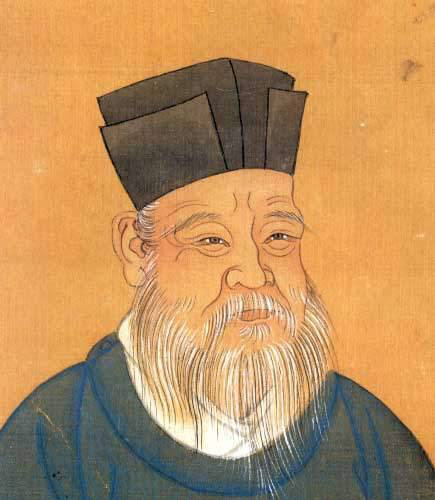
朱熹（元晦）